# بليران (دشت سر)
بليران (بالفارسية: بلیران) هي قرية تقع في إيران في قسم دشت سر الريفي. يقدر عدد سكانها بـ 140 نسمة بحسب إحصاء 2016.

## معرض صور

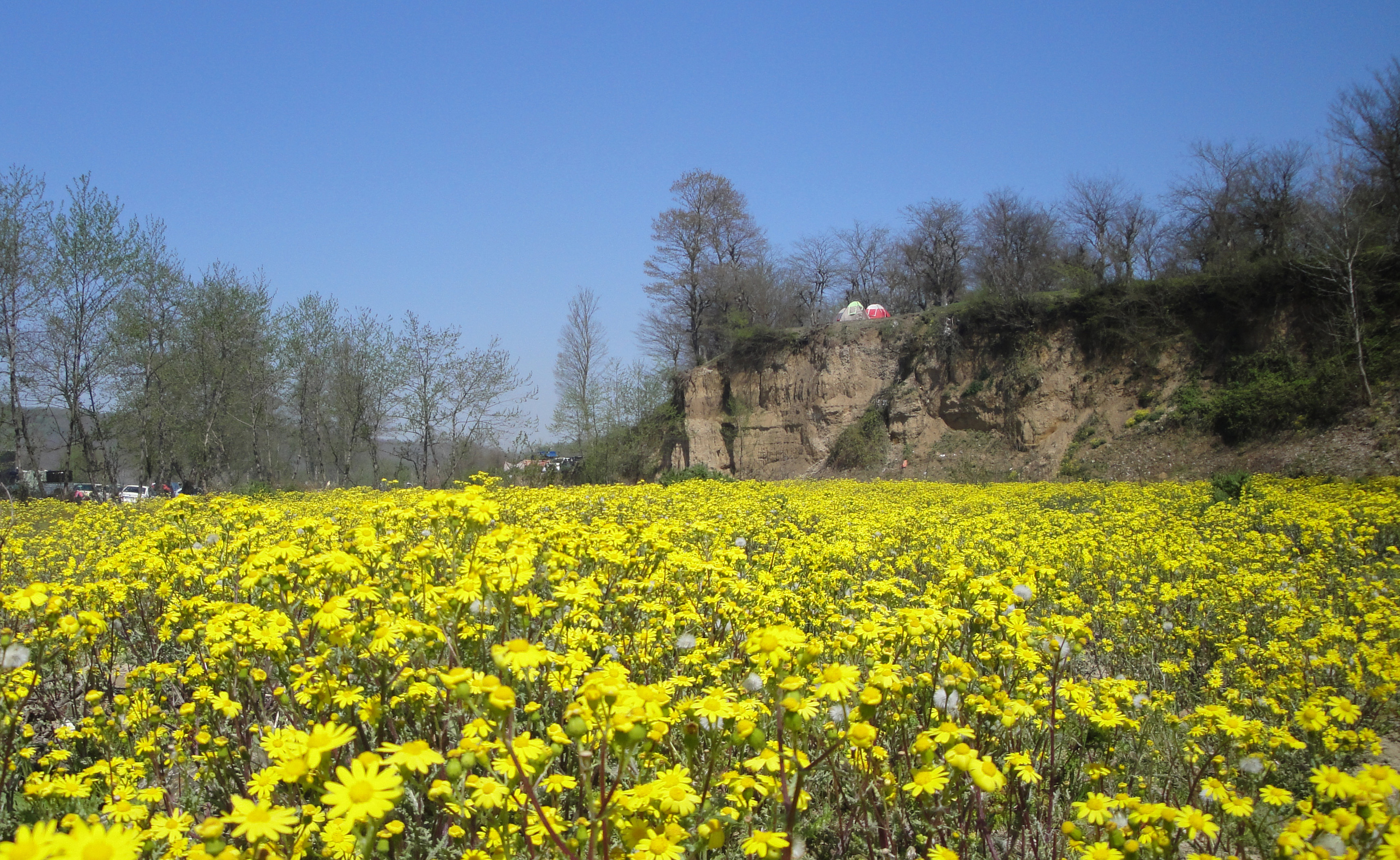
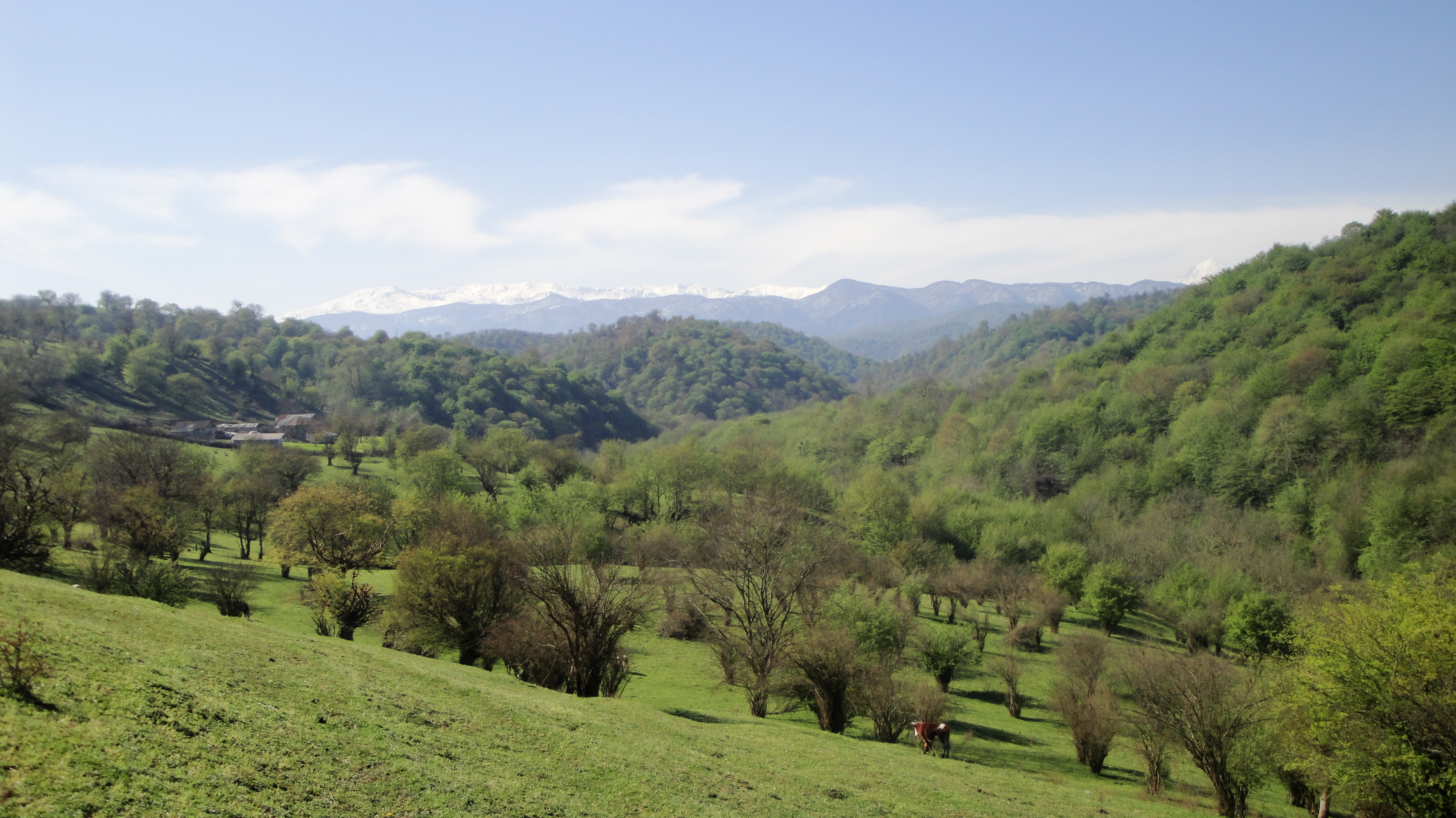
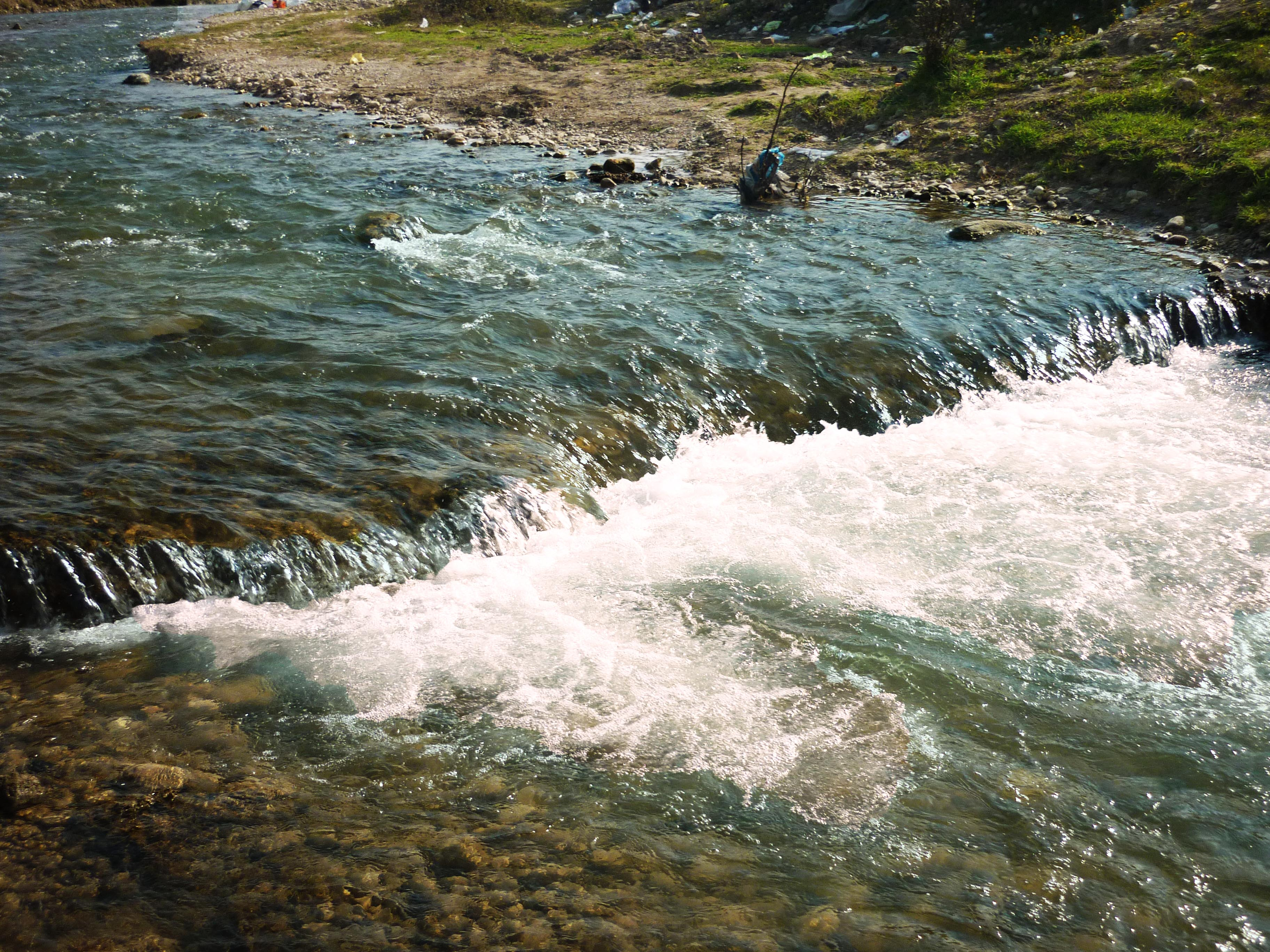
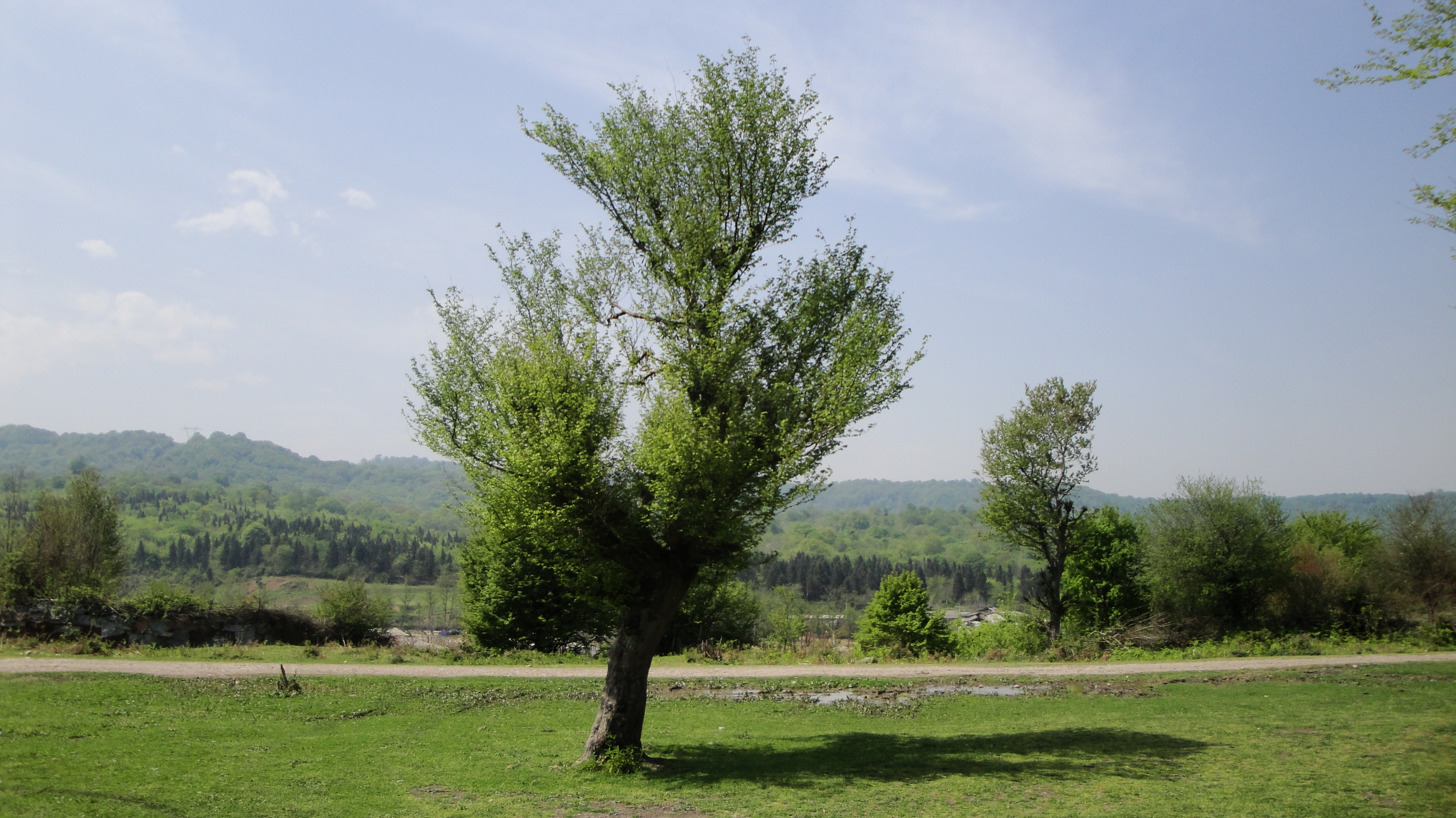